# 恩斯特·吕迪格·施塔海姆贝格

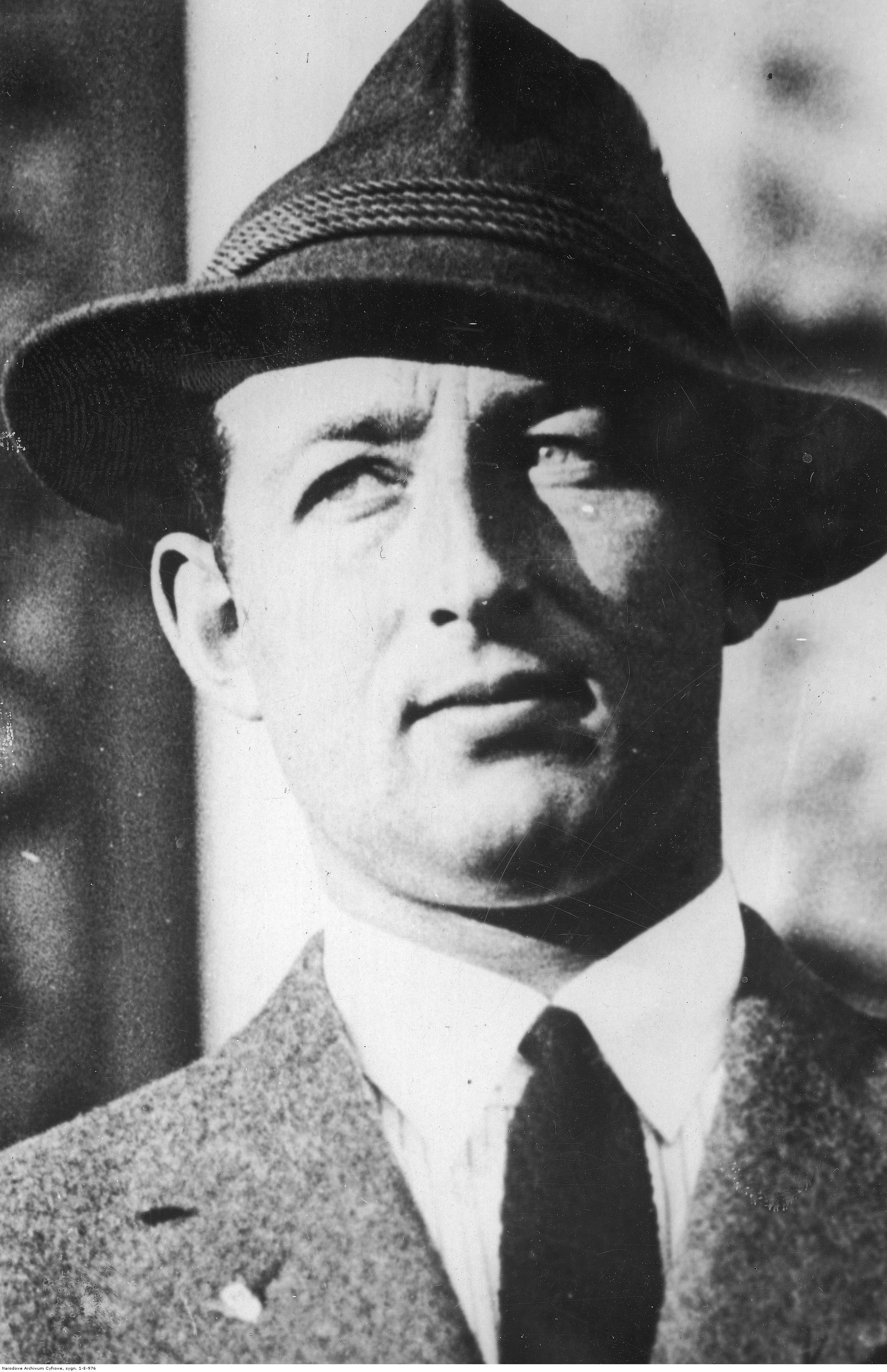
恩斯特·吕迪格·施塔海姆贝格

恩斯特·吕迪格·卡米洛·冯·施塔海姆贝格（Ernst Rüdiger Camillo von Starhemberg，1899年5月10日—1956年3月15日）是一位奥地利民族主义政客，在战间期支持祖國陣線，并参与创建了教權法西斯主義独裁政权。他强烈反对德奥合并，在纳粹德国侵入奥地利后，他逃离祖国，后在二战期间短暂服役于自由法國和英国军队。但在西方盟国与约瑟夫·斯大林的苏联结盟后，由于恩斯特·吕迪格·施塔海姆贝格认定后者与纳粹一样邪恶，他也对西方盟国失去了希望。他接着移居阿根廷，在那里流亡了13年。1956年，他在奥地利作客期間去世。